# Andrzej Osęka
Andrzej Konrad Osęka (ur. 3 grudnia 1932 w Warszawie, zm. 1 maja 2021 tamże) – polski publicysta, krytyk sztuki, dziennikarz.

## Życiorys
W 1950 został absolwentem Liceum Ogólnokształcącego im. gen. Józefa Sowińskiego w Warszawie. W 1955 ukończył historię sztuki na Uniwersytecie Warszawskim. W czasach PRL pracował jako dziennikarz, pisał o sztuce współczesnej. Był współpracownikiem „Po prostu” (1955–1956), a następnie członkiem redakcji „Przeglądu Kulturalnego” (1955–1962) i „Kultury” (1965–1981). Był członkiem Stowarzyszenia Dziennikarzy Polskich i Związku Literatów Polskich, współpracownikiem Konwersatorium Doświadczenie i Przyszłość (m.in. opracował rozdział Zachowania społeczne do raportu Polska wobec stanu wojennego z 1982). Od 1980 należał do NSZZ „Solidarność”, działał w Zespole ds. Kultury Regionu Mazowsze związku. Był członkiem Komitetu Kultury Niezależnej (1983–1989), w którym odpowiadał za sprawy plastyki. W 1983 należał (z Martą Fik) do założycieli miesięcznika „Kultura Niezależna”. Współpracował z paryską „Kulturą” pod pseudonimem Paweł Morga i z prasą podziemną w Polsce (m.in. „Tygodnikiem Mazowsze”). Otrzymał Nagrodę Publicystyczną im. Juliusza Mieroszewskiego (1986).
Po 1989 w dalszym ciągu pisał na tematy kulturalne. W 1992 dołączył do redakcji „Gazety Wyborczej”. Publikował także w „Dzienniku Polska-Europa-Świat”, „Wprost” i „Polityce”. Był członkiem rady programowej stowarzyszenia Otwarta Rzeczpospolita.
Był bratem Janusza Osęki i ojcem Piotra Osęki.
Pochowany na Cmentarzu Wojskowym na Powązkach.

## Odznaczenia i wyróżnienia
- Krzyż Kawalerski Orderu Odrodzenia Polski (2011)[5]
- Nagroda „Miesięcznika Literackiego” za książkę Poddanie Arsenału: o plastyce polskiej 1955–1970 (1971)[6]

## Wybrane publikacje
- Spojrzenie na sztukę, Wiedza Powszechna, Warszawa 1964.
- Styl „expo”, PWN, Warszawa 1970.
- 100 najsłynniejszych obrazów (współautor z Jackiem Buszyńskim), Wiedza Powszechna, Warszawa 1971.
- Poddanie Arsenału: o plastyce polskiej 1955–1970, Arkady, Warszawa 1971.
- Mitologia artysty, PIW, Warszawa 1975.
- Sztuka z dnia na dzień, Wydawnictwo Literackie, Kraków 1976.
- Współczesna rzeźba polska, Arkady, Warszawa 1977.
- Siedmiu słynnych malarzy, KAW, Warszawa 1978.
- Coś się kończy, coś się zaczyna, Czytelnik, Warszawa 1979.
- Kryzys sztuki i nadzieja, Komitet Kultury Niezależnej, Warszawa 1985.
- Siedem dróg sztuki współczesnej, KAW, Warszawa 1985.
- Jawa czy sen: felietony z lat 1989–1995, W.A.B., Warszawa 1995.
- Strategia pająka. Wywiad-rzeka. Rozmawia Adam Mazur, Wyd. 40000 Malarzy, Warszawa 2011.